# El Pinell de Brai
El Pinell de Brai är en kommun i Spanien.   Den ligger i provinsen Província de Tarragona och regionen Katalonien, i den östra delen av landet, 400 km öster om huvudstaden Madrid. Antalet invånare är 1 124. Arean är 57 kvadratkilometer. El Pinell de Brai gränsar till Benissanet, Miravet, Benifallet, Prat de Comte och Gandesa. 
Terrängen i El Pinell de Brai är kuperad åt sydväst, men åt nordost är den platt.